# Phoebe Hearst

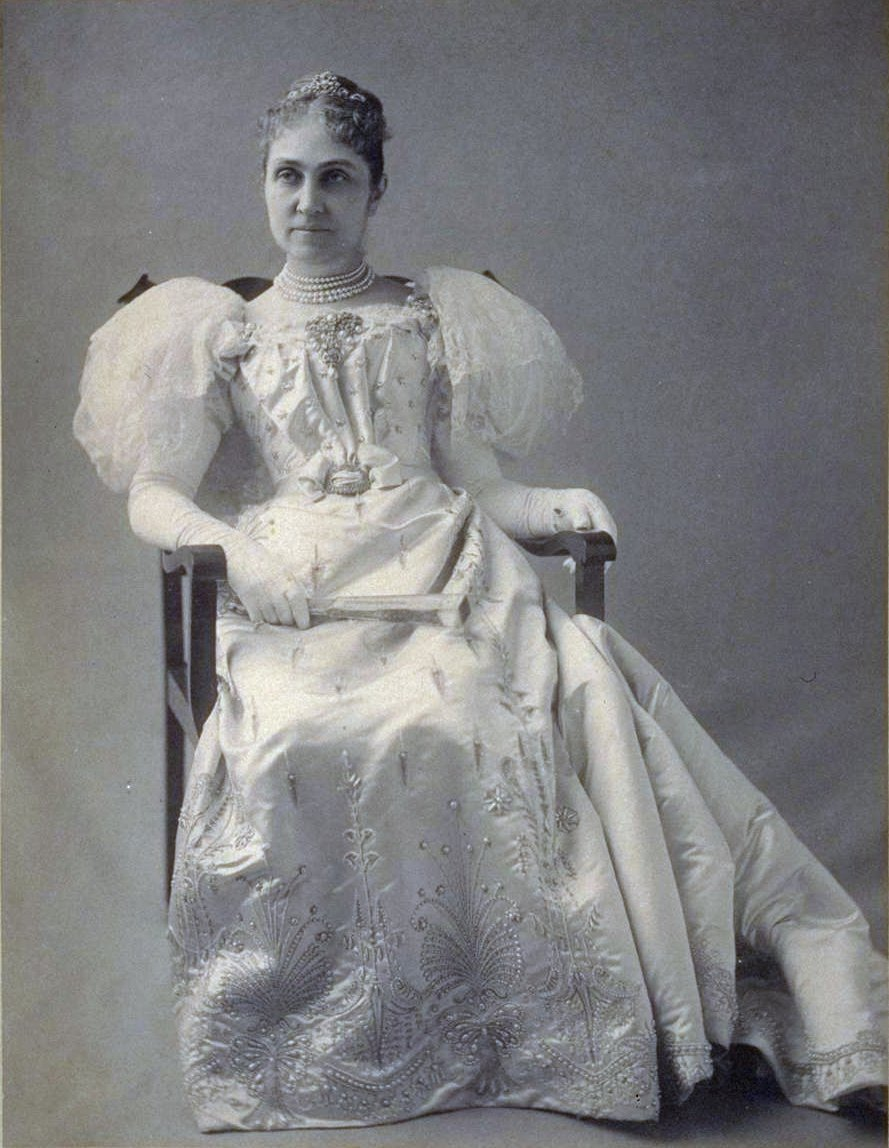
Phoebe Hearst, um 1865

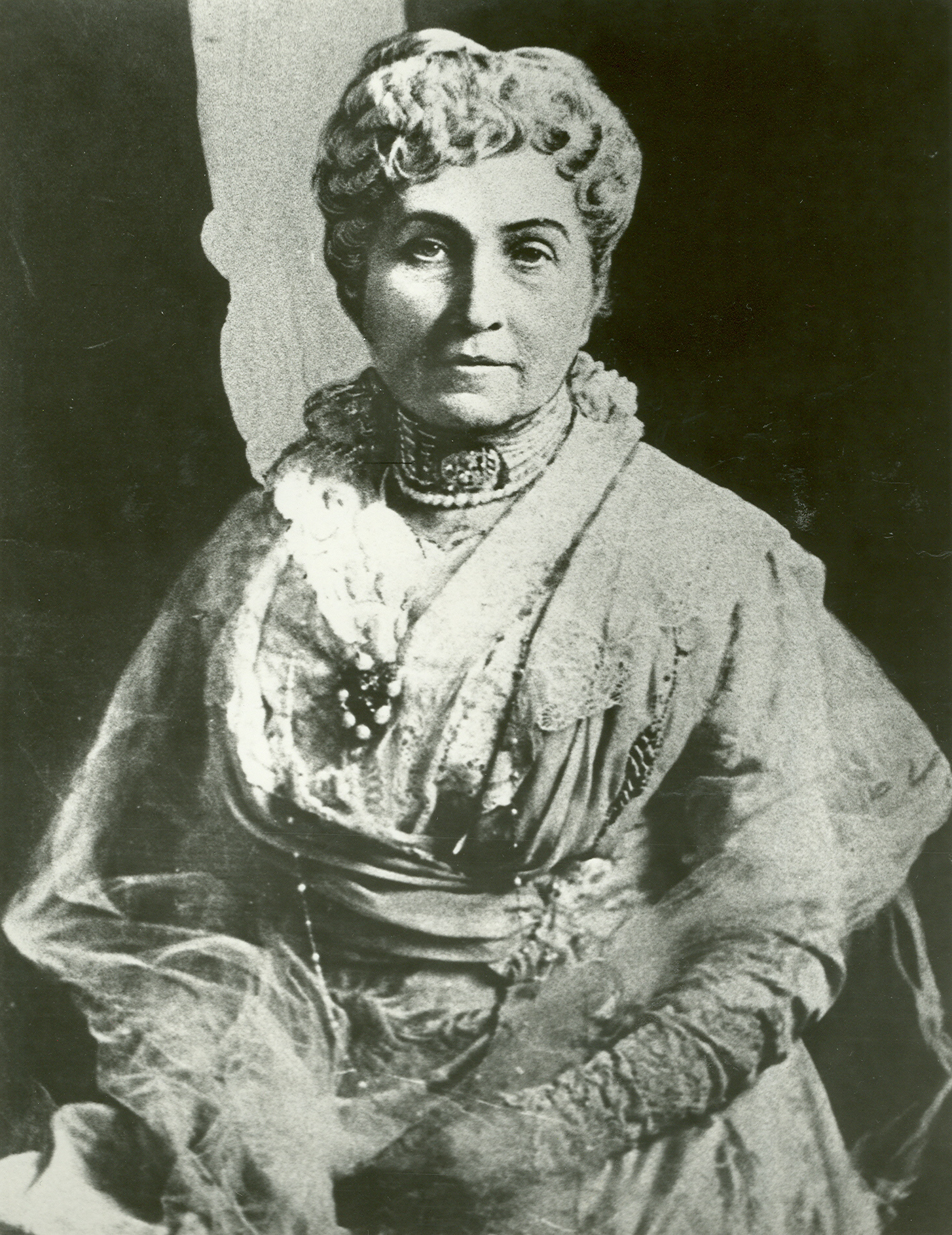
Phoebe Hearst, um 1890

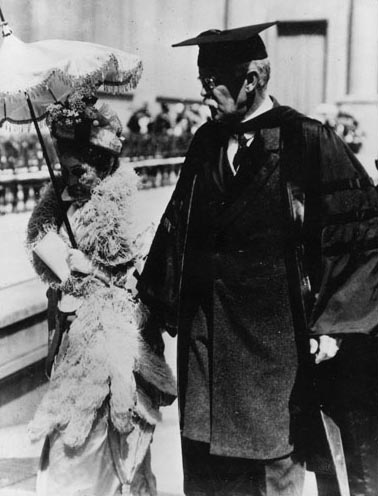
Phoebe Hearst mit Benjamin Ide Wheeler, um 1913

Phoebe Apperson Hearst (* 3. Dezember 1842 in Franklin County, Missouri; † 14. April 1919 in Pleasanton, Kalifornien) war eine US-amerikanische Philanthropin und galt als Förderin der Frauenbildung in Kalifornien.

## Leben
Im Jahr 1861 heiratete die erst 19-jährige Grundschullehrerin Phoebe Apperson in St. Louis George Hearst (1820–1891), einen durch Minen und die Landwirtschaft reich gewordenen Multimillionär. Nach der Hochzeit zog das Paar nach San Francisco, wo ihr einziges Kind, William Randolph (1863–1951), zur Welt kam. Neben den gesellschaftlichen Repräsentationen, die die Gesellschaftsspalten der Zeitungen füllten, engagierte sie sich in mehreren karitativen Organisationen.
Im Jahr 1886 rückte ihr Mann, der zu den Demokraten gehörte, in Nachfolge des verstorbenen John Franklin Miller für einige Monate in den Senat der Vereinigten Staaten auf. Bei den Wahlen zum 50. Kongress am Jahresende kandidierte ihr Ehemann erfolgreich als Senator für die Demokraten. Phoebe Hearst zog daraufhin mit ihrer Familie nach Washington, D.C., wo George im März 1887 seinen Sitz im Senat einnahm. Phoebe begann in Washington ein reges Sozialleben, mit dem sie Georges politische Arbeit direkt unterstützte, indem sie für eine Vielzahl von Anliegen Lobbyarbeit leistete und Verbindungen schuf, die ihr Mann anschließend nutzen konnte. Nach dem Tod ihres Mannes wurde Phoebe Hearst zur Alleinerbin eines riesigen Vermögens und ging zurück nach Pleasanton.
Im Laufe ihres späteren Lebens war Phoebe Hearst in der Lage, die Bildungsinstitutionen und besonders die Frauenbildung in Kalifornien vielfach zu fördern. Darunter waren eine Ausbildungsstätte für Kindergärtnerinnen und im Jahr 1887 gründete sie den ersten freien Kindergarten in den Vereinigten Staaten. 1891 stiftete Hearst ein Stipendium-Programm für Studentinnen an der Universität Berkeley und sechs Jahre später gründete sie die National Congress of Mothers, ein Vorläufer der Elternvertretung. Im selben Jahr wurde Phoebe Hearst als erster weiblicher Dekan an der University of California gewählt die sie bis zu ihrem Tode innehielt. Ihr Interesse galt vor allem auch der amerikanischen Archäologie, sie reiste nach Akkon und Haifa in Palästina (heute Israel). Mit Lord Carnarvon und Howard Carter verband sie eine enge Freundschaft. 1901 konnte, von ihr finanziert, das Hearst-Museum für Anthropologie an der University of California gegründet werden, unter anderem wurden Funde von Expeditionen der bekannten Forscher wie Alfred Kroeber, George Andrew Reisner und Max Uhle dauerhaft ausgestellt.
Phoebe Hearst starb 76-jährig in Pleasanton an den Folgen der Spanischen Grippe und wurde auf dem Cypress Lawn Memorial Park in Colma, Kalifornien, bestattet.

## Erwähnenswertes
- Phoebe Apperson Hearst gehörte der Bahai-Religion an.
- Ihr Sohn, William Randolph Hearst, Publizist und Politiker baute ein bis heute mächtigstes Presseimperium auf. Seine Erfolgsgeschichte inspirierte Orson Welles zu „Citizen Kane“.
- Ihre Urenkelin, Patricia Campbell Hearst (* 1954), wurde durch eine spektakuläre Entführung durch die linksradikale Symbionese Liberation Army bekannt.
- Ihr zu Ehren erhielt der Papyrus Hearst seinen Namen.